# باغلوجة (تشاراويماق)
باغلوجة (بالفارسية: باغلوجه) هي منطقة سكنية تقع في تشارواماق الشرقية الريفية في إيران. يقدر عدد سكانها بـ 91 نسمة .